# 린유싱
린유싱(중국어 정체자: 林佑星, 병음: Lín Yòuxīng, 한자음: 임우성, Lin Yu-hsing, 1974년 9월 4일 ~ )은 대만의 배우이다.

## 방송
- 천도
- 대만X당안
- 일가단원
- 천지교녀